# Uxama Argaela

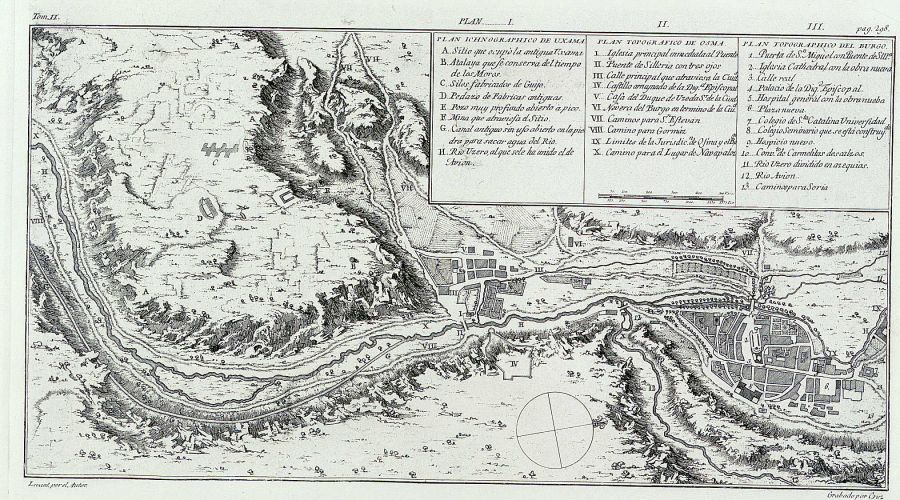
Topografia de Uxama

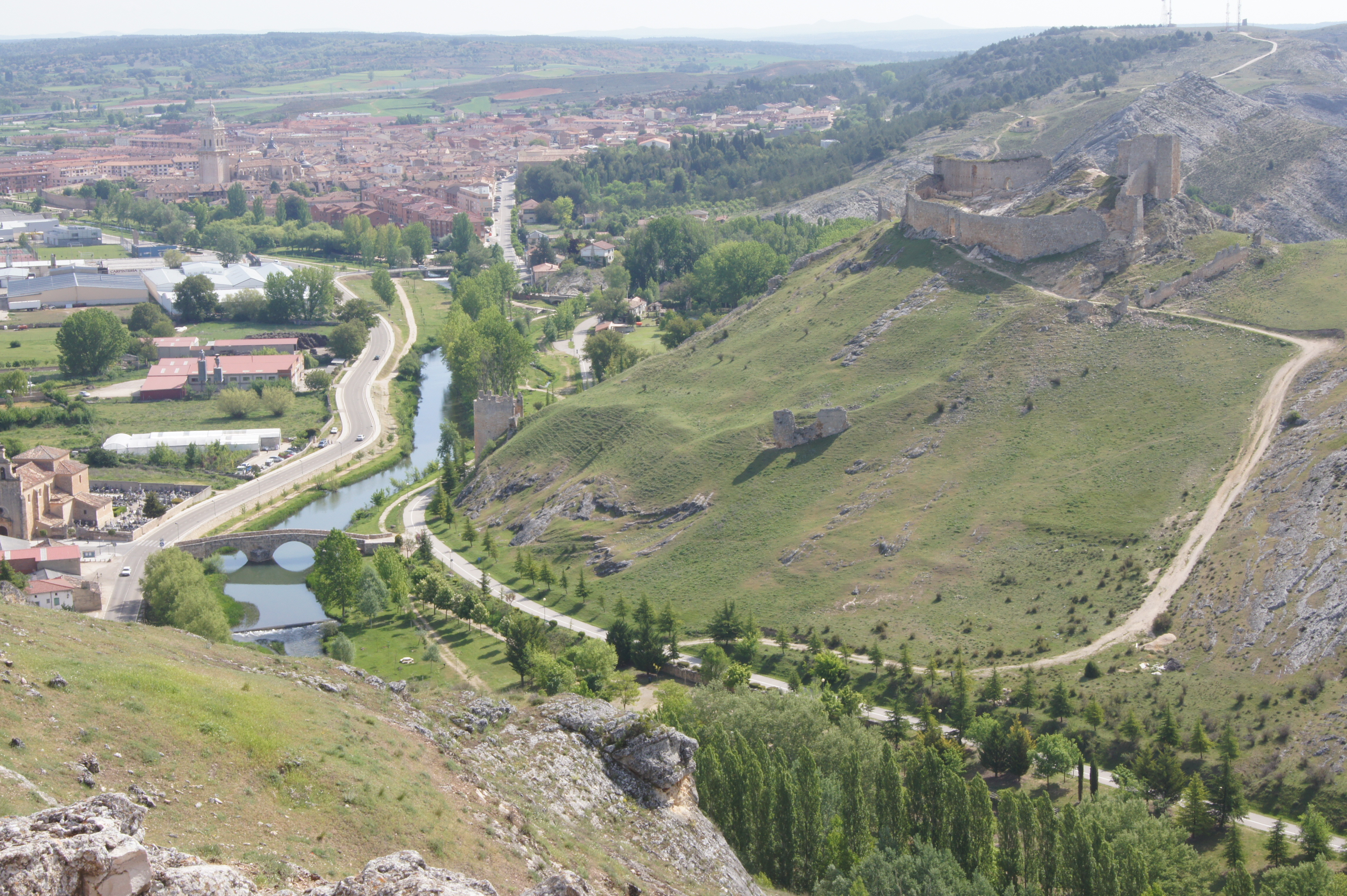
Vista de Uxama

Uxama Argaela foi uma cidade celtiberiana e, posteriormente, romana, localizada na colina Castro, com vista para a atual cidade de Burgo de Osma em Sória, Espanha.

## História
Como uma das cidades dos Arévacos, participou ativamente das Guerras Celtiberianas (153–133 a.C.) e foi conquistada por Roma em 99 a.C. Mais tarde, apoiou a causa do rebelde romano Quinto Sertório contra Roma e foi destruída por Pompeu, o Grande, em 72 a.C., embora tenha sido reconstruída logo depois.
Segundo Plínio e Ptolomeu, era uma das comunidades da província da Clúnia na Hispânia Tarraconense e tornou-se um município sob Tibério, após o qual iniciou um importante processo de monumentalização que envolveu a construção de um pequeno fórum, uma série de grandes vilas urbanas, muralhas da cidade e um distrito industrial nas margens do rio Ucero.
No tempo dos visigodos no século VI, os bispos assistiram aos Concílios de Toledo.

## Local atual

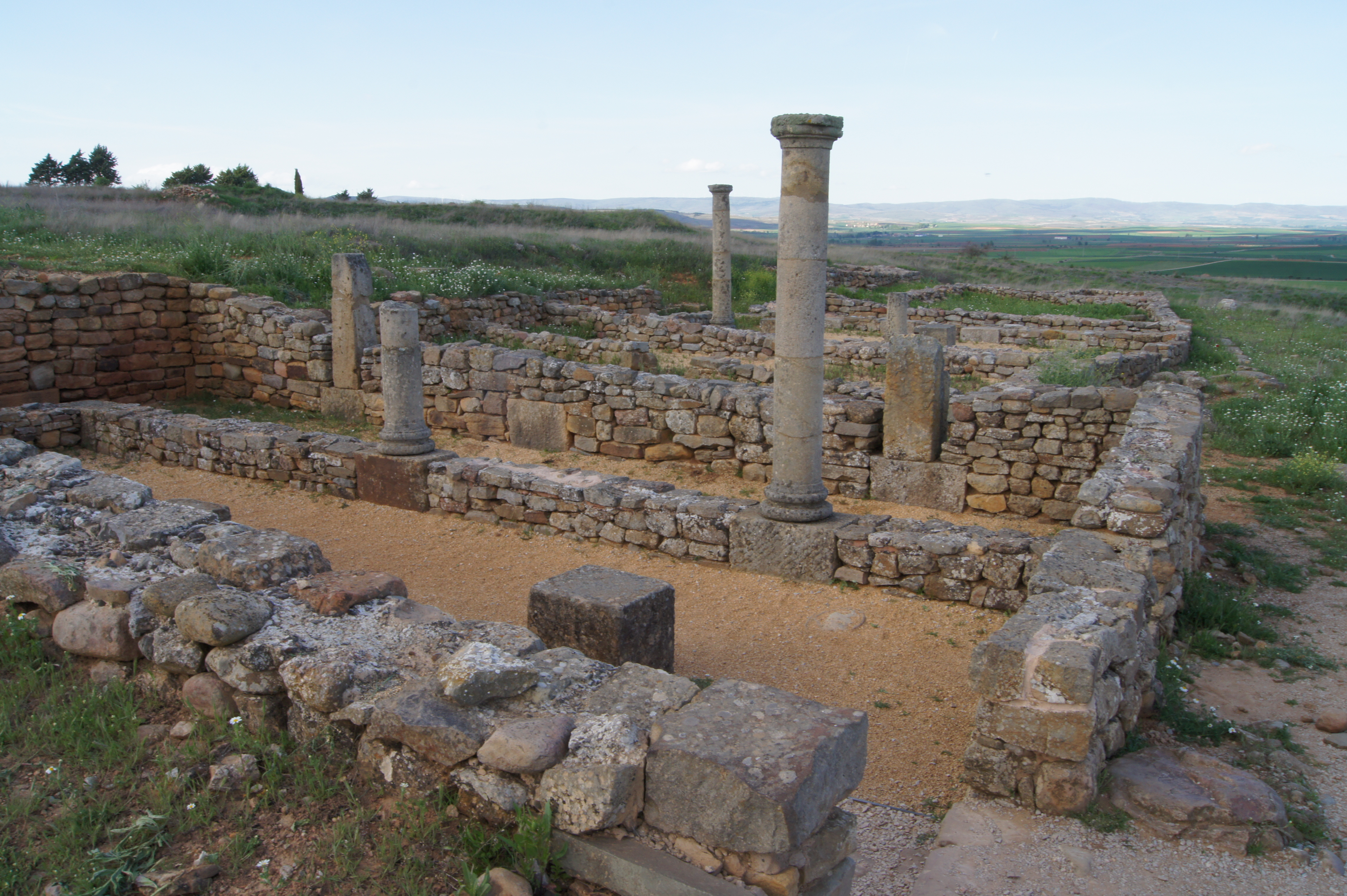
Vila Uxama

A cidade abrange dois planaltos, com uma área de 28 hectares. As muralhas, protegidas por torres retangulares, podem ser vistas ao nordeste e sul da cidade. Os monumentos mais importantes são a Mina (seção de um dreno), cisternas, banhos e uma basílica com mosaicos. Nas vinhas portuguesas, parte de um extenso cemitério celtiberiano foi escavada, com sepulturas de incineração do século III-II a.C.

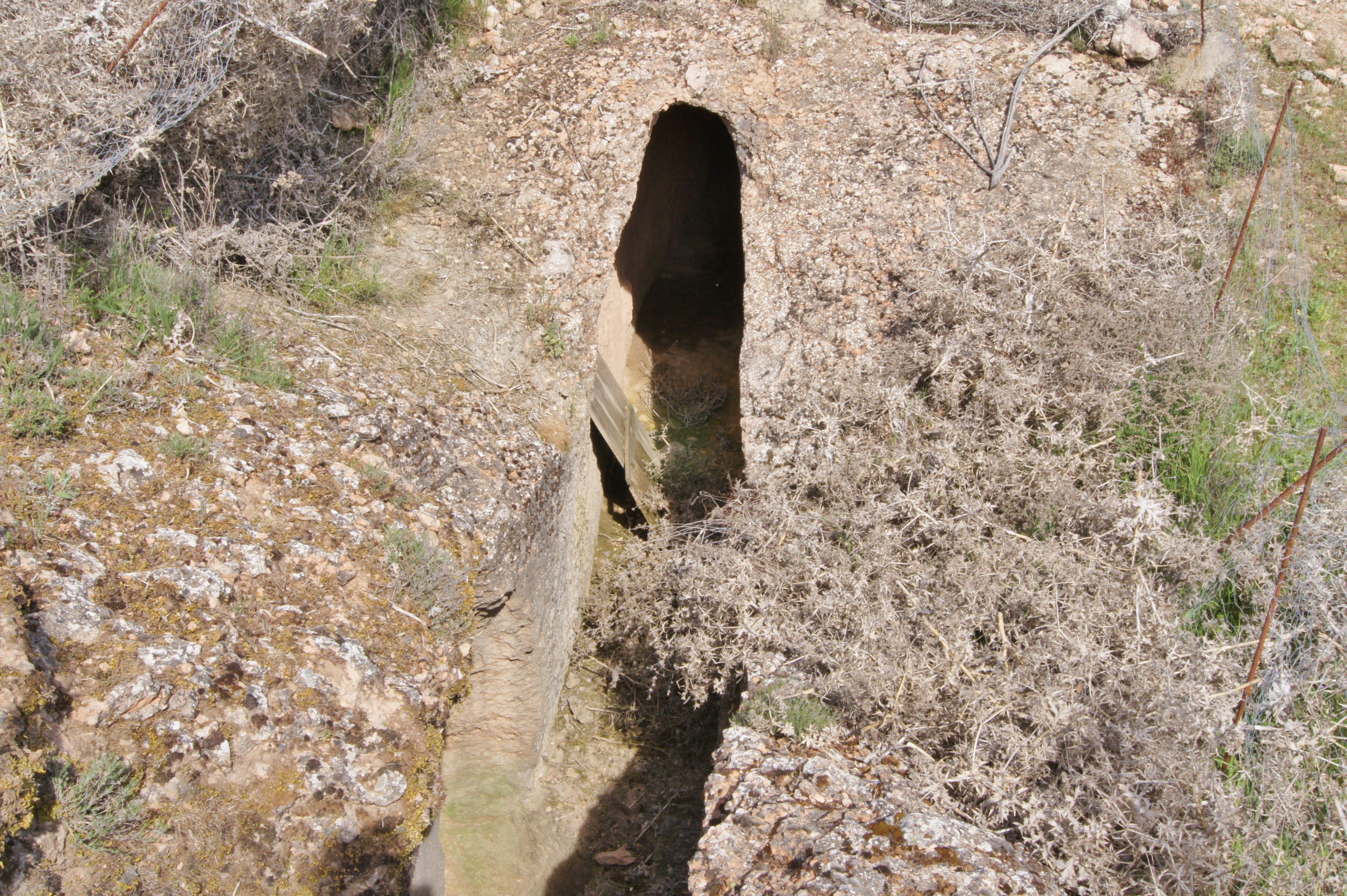
Aqueduto de Uxama

Seções do aqueduto podem ser vistas cortadas em túneis na rocha sólida nos limites da cidade antiga.
Os achados são numerosos e significativos e são exibidos no Museu Celtiberiano de Sória e no Museu Arqueológico Nacional de Madri. Eles incluem esculturas, capitais romanas, armas de ferro, incluindo inscrições, moedas republicanas e imperiais, cerâmica, objetos de vidro e um conjunto de bronzes de cavalos.
Há também um museu modesto, aberto apenas nos meses de verão, a cerca de dois quilômetros do antigo forte ao longo da N-122.
Todos os anos é realizada uma temporada de escavações de verão em conjunto com o local de Tiermes.